# مركز الحريات المدنية
مركز الحريات المدنية هو منظمة لحقوق الإنسان بقيادة المحامي الأوكراني أولكساندرا ماتفيتشوك. تأسست المنظمة في كييف عام 2007.
مُنحت جائزة نوبل للسلام لعام 2022 بالاشتراك مع أليس بيالياتسكي ومنظمة ميموريال الروسية. كانت هذه أول جائزة نوبل على الإطلاق تُمنح لمواطن أو منظمة أوكرانية.